# Браунинг, Люк
Люк Браунинг (род. 31 января 2002, Кингсли, Чешир, Англия, Великобритания) — британский автогонщик, чемпион Британской Формулы-4 сезона 2020 года и чемпион серии GB3 в сезоне 2022 года. Победитель Гран-при Макао 2023 года.
С 2023 года является членом молодёжной программы Williams.

## Карьера

### Младшие формулы
Люк Браунинг дебютировал в формульных гонках в сезоне 2016 года, участвуя в гонках Junior Saloon Car чемпионата Великобритании. Уже в своём первом сезоне ему удалось блеснуть, выиграв гонку и получив титул «Henry Surtees Teen Racer of the Year 2016», посвящённый покойному гонщику Формулы-2 Генри Сёртису.
В последующие два года принял участие в Ginetta Junior Championship вместе с командой Richardson Racing. В первый сезон в серии не добился больших результатов, но во втором сезоне одержал восемь побед и занял третье место в серии, в рейтинге гонщиков уступив Адаму Смолли и Луису Фостеру.
В сезоне 2019 года перешёл в Британскую Формулу-4, Браунинг выиграл свою дебютную гонку в Брэндс-Хэтче, а затем повторил свои действия на трассе Тракстон, опередив Зейна Мэлони. В сезоне 2020 года остался в серии, сменив команду, британец перешел в Fortec Motorsport. С новой командой он добился семи успехов и шести поулов. Эти результаты позволили Браунингу выиграть чемпионат, опередив Зака ??О'Салливана и Каспера Стивенсона.
В сезоне 2021 года присоединился к команде US Racing, британец принимает участие в трёх гонках Итальянской Формулы-4, также завоевывает подиум, а затем выходит на трассу на протяжении всего сезона ADAC Формулы-4. В ADAC Формуле-4 одержал ещё две победы, заняв третье место в чемпионате после своего соотечественника Оливера Бермана и Тима Трамница. В конце сезона также принял участие в трёх гонках GB3, где также одержал победу на трассе Оултон-Парк.
В сезоне 2022 года присоединился к команде Hitech Grand Prix, с которой принял участие в двух этапах Формулы-4 ОАЭ, а затем проехал весь сезон чемпионата GB3. Браунинг одержал две победы в первых трёх гонках на трассе Оултон-парк, затем выиграл одну гонку в Снеттертоне и две в Спа-Франкоршам. Благодаря этим пяти победам ему удалось выиграть свой второй чемпионат в личном зачёте. В конце года выиграл премию Aston Martin Autosport BRDC, приз, предназначенный для молодых британских гонщиков.

### Формула-3
В 2023 году стал участником молодёжной программы Williams и, оставаясь связанным с командой Hitech Pulse-Eight, после сезона в Региональной Формуле Ближнего Востока, Браунинг принял участие в Формуле-3 в одной команде с Габриэлем Мини и Себастьяном Монтойей. Первый подиум в серии пришёлся на первую гонку на трассе Барселона-Каталунья, заняв второе место после Зака О'Салливана. Вторая половина сезона сложилась весьма неудачно, британский гонщик набрал мало очков и занял 15-е место в личном зачёте. В ноябре того же года принял участие в Гран-при Макао в составе британской команды. Браунинг доминировал весь этап, взяв поул, победу в квалификационной гонке и в финальной гонке, выиграв Гран-при.
В сезоне 2024 года Браунинг выступает в Формуле-3 за британскую команду Hitech Pulse-Eight.

### Тесты в Формуле-E и в Формуле-1
В сезоне 2023 года принял участие в тестах новичков Формулы-E в Берлине, выступав за команду Neom McLaren. Выиграв награду Aston Martin Autosport BRDC, Браунинг получил шанс выехать на трассу в Сильверстоуне на машине Aston Martin AMR21.

## Результаты выступлений

### Формула-1
| Легенда к таблице |                                                                    |
| --- | ------------------------------------------------------------------ |
| В таблице перечислены результаты всех Гран-при Формулы-1, в которых принимал участие гонщик. Строками таблицы являются сезоны, столбцами — этапы чемпионата мира. В каждой клетке указаны сокращённое название этапа и результат, дополнительно обозначенный цветом. Расшифровка обозначений и цветов представлена в нижеследующей таблице. |                                                                    |
| \| Пример \| Описание \| \| ------------ \| ------------------------------------------------------------------ \| \| 1 \| Победитель \| \| 2 \| Второе место \| \| 3 \| Третье место \| \| 5 \| Финишировал, заработав очки \| \| Сход \| Не финишировал, но при этом заработал очки \| \| 12 \| Финишировал, не получив очков \| \| НКЛ \| Финишировал, но не попал в финальную классификацию \| \| 15 \| Участвовал вне зачёта, либо по отдельной классификации \| \| 18 \| Не финишировал, но попал в финальную классификацию \| \| Сход \| Не финишировал \| \| НКВ \| Не прошёл квалификацию \| \| НПКВ \| Не прошёл предквалификацию \| \| ДСК \| Дисквалифицирован \| \| ИСК \| Исключён из протокола соревнований \| \| ТТ \| Заявлен для участия только в тренировках \| \| НС \| Участвовал в квалификации, но не стартовал в гонке \| \| Т \| Травмирован или болен \| \| ОТК \| Отказ от участия \| \| НТР \| Прибыл на соревнования, но на трассу не выезжал \| \| НПР \| Был заявлен в числе участников, но не прибыл к началу соревнований \| \| О \| Соревнования отменены \| \| \| Не участвовал \| \| Поул-позиция \| \| \| Быстрый круг \| \| |                                                                    |
| Пример | Описание                                                           |
| 1 | Победитель                                                         |
| 2 | Второе место                                                       |
| 3 | Третье место                                                       |
| 5 | Финишировал, заработав очки                                        |
| Сход | Не финишировал, но при этом заработал очки                         |
| 12 | Финишировал, не получив очков                                      |
| НКЛ | Финишировал, но не попал в финальную классификацию                 |
| 15 | Участвовал вне зачёта, либо по отдельной классификации             |
| 18 | Не финишировал, но попал в финальную классификацию                 |
| Сход | Не финишировал                                                     |
| НКВ | Не прошёл квалификацию                                             |
| НПКВ | Не прошёл предквалификацию                                         |
| ДСК | Дисквалифицирован                                                  |
| ИСК | Исключён из протокола соревнований                                 |
| ТТ | Заявлен для участия только в тренировках                           |
| НС | Участвовал в квалификации, но не стартовал в гонке                 |
| Т | Травмирован или болен                                              |
| ОТК | Отказ от участия                                                   |
| НТР | Прибыл на соревнования, но на трассу не выезжал                    |
| НПР | Был заявлен в числе участников, но не прибыл к началу соревнований |
| О | Соревнования отменены                                              |
| | Не участвовал                                                      |
| Поул-позиция |                                                                    |
| Быстрый круг |                                                                    |

| Сезон | Команда                   | Шасси         | Двигатель                                  | Ш | 1   | 2   | 3   | 4        | 5   | 6   | 7   | 8   | 9   | 10  | 11  | 12  | 13  | 14  | 15  | 16  | 17  | 18  | 19  | 20  | 21  | 22  | 23  | 24       | Место | Очки |
| ----- | ------------------------- | ------------- | ------------------------------------------ | - | --- | --- | --- | -------- | --- | --- | --- | --- | --- | --- | --- | --- | --- | --- | --- | --- | --- | --- | --- | --- | --- | --- | --- | -------- | ----- | ---- |
| 2024  | Williams Racing           | Williams FW46 | Mercedes-AMG F1 M15 E Performance 1,6 V6 t | P | БАХ | САУ | АВС | ЯПО      | КИТ | МАЙ | ЭМИ | МОН | КАН | ИСП | АВТ | ВЕЛ | ВЕН | БЕЛ | НИД | ИТА | АЗЕ | СИН | США | МЕХ | САП | ЛАС | КАТ | АБУ тест | —     | —    |
| 2025  | Atlassian Williams Racing | Williams FW47 | Mercedes-AMG F1 M16 E Performance 1,6 V6T  | P | АВС | КИТ | ЯПО | БАХ тест | САУ | МАЙ | ЭМИ | МОН | ИСП | КАН | АВТ | ВЕЛ | БЕЛ | ВЕН | НИД | ИТА | АЗЕ | СИН | США | МЕХ | САП | ЛАС | КАТ | АБУ      | —     | —    |